# Uniramodes unicolor
Uniramodes unicolor är en fjärilsart som beskrevs av Emilio Berio 1976/77. Uniramodes unicolor ingår i släktet Uniramodes och familjen nattflyn. Inga underarter finns listade i Catalogue of Life.